# 韋朝元
韦朝元（1768年？1771年—1797年），小名阿成，又名韦德明，绰号七绺须。清代嘉庆年间南笼布依族起事领袖。贵州南笼府（府治今贵州安龙县）当丈寨人。

## 生平
韦朝元出身贫寒，务农为业，喜弄拳棒，稍识医道，免费治病，被尊称为“韦大先生”。平素好交游，助人为乐，村民推服于他。雍正至嘉庆年间，布依族地区相继改土归流，但土官仍握地方实权。嘉庆二年（1797年）正月，联合王阿崇（王囊仙）等在南笼普坪聚众反清，推王阿崇为首领，自任大王玉帝仙官，以汉人桑鸿升为军师，以当丈寨为仙城，改年号天顺。二月，率义军攻占册亨城，杀官曾艾、杨烈等。百姓纷纷加入起事军，攻占城镇十余座，据有南笼府属多处地方。知府曹廷自杀。势及贵州西南、西北广大地区。贵州巡抚冯光熊率兵镇压，至安顺，见起事军人多，只好按兵自保。清朝命云贵总督勒保亲临南笼督师，并派两广总督吉庆和云南巡抚江兰带兵增援，围剿起事军。韦朝元奋战，屡败清军。因寡不敌众，被迫退守当丈寨。九月当丈寨失守，被俘，押至北京遇害。